# ليزلي موتش
ليزلي موتش هو سياسي كندي، ولد في 14 يناير 1897 في Crystal City, Manitoba ‏ في كندا، وتوفي في 2 يناير 1977 في أوتاوا في كندا. نشط حزبياً في الحزب الليبرالي الكندي. وقد انتخب عضو مجلس العموم الكندي.